# Циклорама
Циклорама је позадинско платно које се користи у позоришту. Углавном је беле боје ради лакшег осветљења и може бити криво или равно, зависно од сценографских потреба.